# William Lower
Sir William Lower (1570 - 12 de abril de 1615) foi um astrônomo inglês e um membro do Parlamento britânico.
Segundo consta, ele foi a primeira pessoa a observar um corpo celeste usando um telescópio. Ele observou a Lua, ainda no Século XVII, ao que ele disse que a mesma "se assemelhava a uma carta marítima holandesa, com baías, ilhas e enseadas". Observações semelhantes seriam publicadas por Galileu Galilei algumas semanas depois. De acordo com estudos de Allan Chapman, da Universidade de Oxford, uma carta com anotações sobre a Lua assinada por Lower antecede a publicação do Siderus Nuncius, de Galileu, o que prova que ele, e não Galileu, foi o pioneiro em observar a Lua via telescópio.
Em 1607, Lower observou o Cometa Halley e anotou uma série de medidas cuidadosas que foram comunicadas à Thomas Harriot, pelo qual foi determinado que o cometa estava seguindo um curso curvo. A partir disso, Lower foi uma das primeiras pessoas a sugerir que as leis de Kepler para o movimento dos planetas também se aplicavam aos cometas, em vez de este ser um fenômeno atmosférico ou seguir um caminho retilíneo, como geralmente se pensava na época.